# Sosie Bacon
Pour les articles homonymes, voir Bacon.
Sosie Bacon, née le 15 mars 1992 à New York, est une actrice américaine.

## Biographie
Sosie Bacon est née à New York le 15 mars 1992. Elle est la fille de l'acteur Kevin Bacon et de l'actrice Kyra Sedgwick. Son frère Travis Bacon, joue dans un groupe de rock-punk-funk nommé Idiot Box. Elle est la nièce de Michael Bacon, Betsy Bacon et de Robert Sedgwick, et la petite-nièce d'Edie Sedgwick.

## Filmographie

### Cinéma

#### Longs métrages
- 2005 : Loverboy de Kevin Bacon : Emily, âgée de 10 ans
- 2014 : Wishin' and Hopin' (en) de Colin Theys : Frances Funicello
- 2015 : L'Enfant du lac (Lost Boy) de Tara Miele : Summer Harris
- 2015 : Ana Maria in Novela Land de Georgina Garcia Riedel : Poppy Lake
- 2016 : Chronically Metropolitan de Xavier Manrique : Hannah
- 2017 : Traces de Matthew Currie Holmes : Sierra Jones
- 2018 : Charlie Says de Mary Harron : Patricia Krenwinkel
- 2019 : The Last Summer de William Bindley
- 2022 : Smile de Parker Finn : Rose Cotter

#### Courts métrages
- 2014 : Lady Lonely de Janey Feingold : Lady
- 2014 : Another Life de Mark Lammerding : Maggie
- 2015 : Sky Is Falling de Takashi Doscher : Frankie
- 2015 : Sister Judy ans the Delinquants de Greg LaVoi : Carol
- 2016 : We de Becca Gleason : Sam
- 2016 : The Visitor de Matt Kane : une femme
- 2017 : Lyra de Djochoua Belovarski : Miriam Keating

### Télévision

#### Séries télévisées
- 2009 : The Closer : L.A. enquêtes prioritaires : Charlene « Charlie » Johnson (4 épisodes)
- 2014 : Basic Witches : Sosie
- 2015 : Scream : Rachael Murray (4 épisodes)
- 2016 : Aquarius : Ann / Anna (2 épisodes)
- 2016–2017 : On Hiatus with Monty Geer : Rosie / Siri (3 épisodes)
- 2017–2018 : 13 Reasons Why : Skye Miller (11 épisodes)
- 2018 : Here and Now : Kristen Black (10 épisodes)
- 2020 : Narcos: Mexico : Mimi Webb Miler (4 épisodes)
- 2021 : Mare of Easttown : Carrie Layden (6 épisodes)
- 2022 : As We See It : Mandy (8 épisodes)

#### Téléfilms
- 2017 : Une famille en morceaux (Story of a Girl) de Kyra Sedgwick : Stacey